# Найкраще (фільм, 1959)
Найкраще (англ. The Best of Everything) — американська мелодрама режисера Жана Негулеско 1959 року.

## Сюжет
Випускниця Редкліффа Керолайн Бендер чекає свого «неофіційного» нареченого Едді Харріса, який на рік поїхав вчитися в Англію, і вирішує вперше в житті влаштуватися на роботу секретаркою у видавництво Fabian Publishing, чий офіс на Манхеттені потрапляють тільки «найкращі з найкращих». Незабаром Керолайн розуміє, що всі секретарки в світі вибирають цю посаду або напередодні шлюбу, або щоб пізніше перейти до пошуків справжньої роботи «мрії». До останньої категорії належить актриса Грегг Адамс, яка селиться з Керолайн в одну квартиру в компанії ще з однією секретаркою, юною і недосвідченою Ейпріл Моррісон. Керолайн також виявляє, що, будучи секретаркою при редакторах, вона зобов'язана назубок знати особисті потреби і примхи кожного з них. Серед редакторів виділяються: «демонічна» Аманда Ферроу, за суворою зовнішністю якої ховається втомлена і самотня жінка, старіючий Фред Шалімар і добрий, але питущий Майк Райс.

## У ролях
- Гоуп Ленг — Керолайн Бендер
- Стівен Бойд — Майк Райс
- Сьюзі Паркер — Грегг Адамс
- Марта Гайер — Барбара Ламонт
- Діана Бейкер — Ейпріл Моррісон
- Браян Агерн — Фред Шалімар
- Роберт Еванс — Декстер Кей
- Бретт Гелсі — Едді Гарріс
- Дональд Геррон — Сідні Картер
- Сью Карсон — Мері Агнес
- Лінда Гатчінґс — Джейн
- Лайонел Кейн — Пол Ландерс
- Тед Отіс — доктор Ронні Вуд
- Луї Журдан — Девід Севідж
- Джоан Кроуфорд — Аманда Ферроу